# Літтл-Комптон
Літтл-Комптон (англ. Little Compton) — місто (англ. town) в США, в окрузі Ньюпорт штату Род-Айленд. Населення — 3616 осіб (2020).

## Демографія

### Перепис 2010
Згідно з переписом 2010 року, у місті мешкали 3492 особи в 1501 домогосподарстві у складі 1028 родин. Було 2367 помешкань
Расовий склад населення:
| - 97,8 % — білих - 0,6 % — чорних або афроамериканців - 0,4 % — азіатів - 0,2 % — вихідців з тихоокеанських островів - 0,1 % — корінних американців |

До двох чи більше рас належало 0,7 %. Частка іспаномовних становила 0,9 % від усіх жителів.
За віковим діапазоном населення розподілялося таким чином: 18,7 % — особи молодші 18 років, 58,6 % — особи у віці 18—64 років, 22,7 % — особи у віці 65 років та старші. Медіана віку мешканця становила 50,2 року. На 100 осіб жіночої статі у місті припадало 96,0 чоловіків; на 100 жінок у віці від 18 років та старших — 94,4 чоловіків також старших 18 років.
Середній дохід на одне домашнє господарство становив 101 923 долари США (медіана — 69 620), а середній дохід на одну сім'ю — 125 487 доларів (медіана — 89 766). Медіана доходів становила 80 344 долари для чоловіків та 48 542 долари для жінок. За межею бідності перебувало 8,5 % осіб, у тому числі 7,2 % дітей у віці до 18 років та 5,2 % осіб у віці 65 років та старших.
Цивільне працевлаштоване населення становило 1722 особи. Основні галузі зайнятості: освіта, охорона здоров'я та соціальна допомога — 26,1 %, науковці, спеціалісти, менеджери — 14,6 %, роздрібна торгівля — 10,5 %, виробництво — 10,2 %.

### Перепис 2000
За даними перепису 2000 року
на території муніципалітету мешкало 3 593 людей, було 1 475 садиб.
Густота населення становила 66,5 осіб/км². З 1 475 садиб у 27,7 % проживали діти до 18 років, подружніх пар, що мешкали разом, було 60,7 %,
садиб, у яких господиня не мала чоловіка — 6,8 %, садиб без сім'ї — 29,4 %.
Власники 11,7 % садиб мали вік, що перевищував 65 років, а в 24,5 % садиб принаймні одна людина була старшою за 65 років. Кількість людей у середньому на садибу становила 2,44, а в середньому на родину 2,92.
Середній річний дохід на садибу становив 55 368 доларів США, а на родину — 62 750 доларів США. Чоловіки мали дохід 43 199 доларів, жінки — 28 676 доларів. Дохід на душу населення був 32 513 доларів. Приблизно 3,7 % родин та 3,4 % населення жили за межею бідності.
Медіанний вік населення становив 44 років. На кожних 100 жінок віком понад 18 років припадало 93,1 чоловіків.